# Лимнология

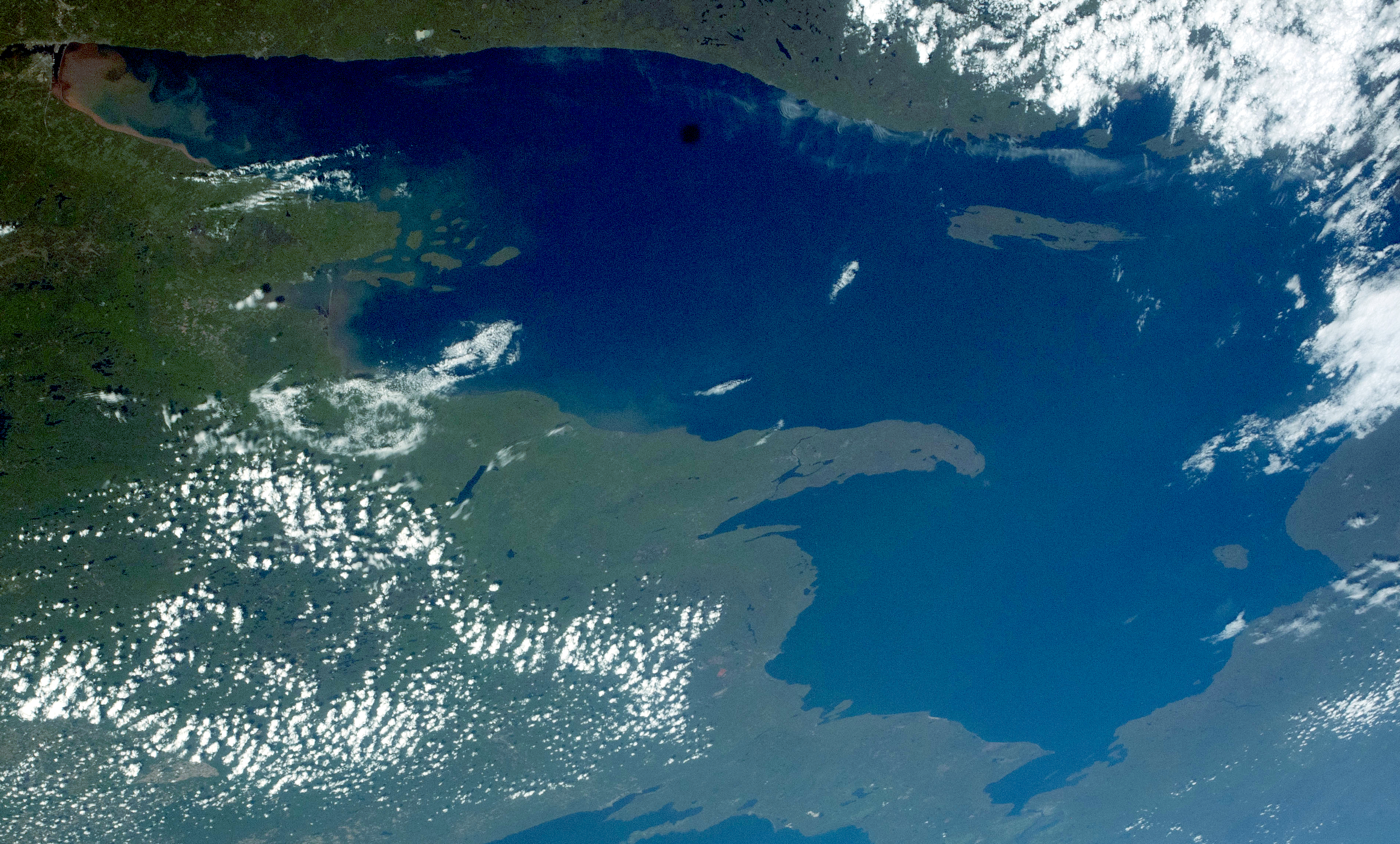
Верхнее — крупнейшее по площади пресное озеро в мире

Лимноло́гия (греч. λίμνη ― «озеро» + λόγος ― «учение») или озерове́дение — раздел гидрологии, наука о физических, химических и биологических аспектах озёр и других пресных водоёмов, в том числе и водохранилищ. Лимнология, например, изучает пигментацию воды, биологическое разнообразие представленных видов, изменение химического состава воды. Начало лимнологии положил Франсуа-Альфонс Форель своими исследованиями Женевского озера.

## История лимнологии
Автор термина лимнология — швейцарский учёный Франсуа-Альфонс Форель (1841—1912). Интерес к новой дисциплине быстро возрос, и в 1922 году немецкий зоолог Август Тинеманн совместно со шведским ботаником Эйнаром Науманном организовал Интернациональное лимнологическое общество (International Society of Limnology). Оригинальное определение Фореля «озёрная океанография» было расширено для включения в дисциплину и всех внутренних вод.

## Общая лимнология

### Физические свойства
Физические свойства водных экосистем определяются комбинацией температуры, течений, волн и других сезонных условий окружающей среды. Морфометрия водоёма зависит от типа самого водоёма (река, озеро, ручей, эстуарий) и структуры окружающих почв. Озёра, к примеру, классифицируются по их строению и зонах озера, определяемых глубиной воды. Реки и ручьи систематизируются по геологии области, а также общей скорости течения. Другой тип водных систем, который изучается лимнологией, — эстуарии. Эстуарий — это водный объект, классифицируемый как место перехода реки в озеро или море. Водно-болотные угодья различаются по размеру, форме и типу, самым распространённым из которых являются болота, часто колеблющиеся между состояниями обмеления, сухости и наполненности водой, в зависимости от времени года.

#### Влияние света
Световое зонирование — концепция того, как количество солнечного света, проникающего в водоём, влияет на него. Эти зоны определяют различные уровни продуктивности внутри водной экосистемы. К примеру, в глубине водного столба, куда свет в состоянии проникнуть и где располагается большая часть флоры водоёма, располагается фотическая или эвфотическая зона. Остальная же часть водоёма, куда свет проникает слабо и где, в связи с этим, не наблюдается практически никакого интенсивного роста растений, именуется афотической зоной.

#### Температурная стратификация
Сходная со световым зонированием, температурная стратификация по термальным зонам — один из способов группировки участков водного объекта, основанный на том, что каждый слой варьируется по температуре. Менее мутные участки водоёма получают больше света и, как следствие, более высокую температуру глубоких слоёв воды. Температура снижается экспоненциально, с увеличением глубины, потому самая большая температура воды фиксируется у поверхности, а после падает с глубиной. Существует три основных уровня в термальной стратификации водоёмов. Эпилимнион — находится у поверхности водоёма. Вода в нём постоянно подвергается ветровой циркуляции, хотя, как правило, равномерно тёплая из-за непосредственной близости к поверхности. Слой ниже часто называют термоклином из-за того, что это область в пределах водной толщи, часто испытывающая на себе снижение температуры. Другое название данной зоны — металимнион. И гиполимнион — самый нижний слой водоёма, содержащий равномерно холодную воду из-за массы воды сверху, ограничивающей нагревание этого уровня.